# Pat Riley
Pour les articles homonymes, voir Riley.
Patrick James Riley, dit Pat Riley (né le 20 mars 1945 à Rome, dans l'État de New York), est l'une des personnalités les plus importantes de la National Basketball Association (NBA), successivement joueur, entraineur puis dirigeant. 
Après une carrière universitaire où il participe au Final Four 1966 avec les Wildcats du Kentucky, s'inclinant en finale face à Texas Western, il est choisi en septième position de la draft NBA 1967 par les Rockets de San Diego. Il y fait l'essentiel de sa carrière, parvenant à trois reprises en Finales NBA, remportant le titre en 1972 face aux Knicks de New York avant d'échouer face à ce même adversaire l'édition suivante. Il atteint une nouvelle fois les Finales en 1976, avec les Suns de Phoenix, lors de sa dernière saison.
Après avoir participé à la victoire lors des Finales 1980 en tant qu'assistant de Paul Westhead chez les Lakers, il accède au poste d'entraîneur en chef de la franchise, et parvient à quatre reprises successives aux Finales, remportant le titre en 1982 face aux Sixers de Philadelphie – qui prennent leur revanche l'année suivante –, s'inclinant en 1984 face aux Celtics de Boston avant de remporter un nouveau titre en 1985, face à ces mêmes Celtics. Ces deux franchises se retrouvent à ce stade en 1987 : les Lakers l'emportent puis, l'année suivante, réalisent un back to back, à savoir conserver le titre NBA, en battant les Pistons de Detroit en 1988. Sa carrière chez les Lakers s'achèvent en 1990. Il entraîne ensuite les Knicks de New York de 1991 à 1995, atteignant les Finales en 1994, perdues face aux Rockets de Houston. En 1995, il rejoint le Heat de Miami, remportant un cinquième titre en tant qu'entraîneur principal en 2006 face aux Mavericks de Dallas. Durant sa carrière d'entraîneur, il est désigné à trois reprises entraîneur de l'année, en 1990, 1993 et 1997. Il est introduit au sein du Basketball Hall of Fame en cette qualité de coach. 
Devenu président exécutif du Heat, il est désigné dirigeant de l'année en 2011 avant de remporter deux nouveaux titres NBA, en 2012 et 2013.
Il remporte ainsi neuf titres NBA, le premier en tant que joueur, puis un en tant qu'assistant entraîneur, cinq en tant qu’entraîneur et deux en tant que dirigeant.
Riley est réputé comme un entraîneur très dur envers ses joueurs, à qui il faisait subir des entraînements très physiques. Il fut également l'un des principaux utilisateurs de la stratégie dite du run and gun.

## Biographie

### Débuts
Son père, Lee Riley, a évolué pendant 22 ans en ligue mineure de baseball, disputant également quatre matchs avec les Phillies de Philadelphie en 1944. Le frère aîné de Pat, Lee, a joué au football américain à l'université de Détroit avant d'évoluer sept saisons en NFL avec les Lions de Détroit, les Eagles de Philadelphie, les Giants de New York et les Titans de New York de 1955 à 1962.
Lors de ses études au lycée Linton de Schenectady, dans l'État de New York, Pat Riley est la star de l'école : en plus du basket-ball, il est également un espoir de base-ball, au poste wide receiver, et le quarterback de l'équipe de football. Durant ses années de lycée, il affronte un certain Lew Alcindor, le pivot Power Memorial High School de New York. Après l'obtention de son diplôme, il renonce à évoluer en football universitaire avec les Crimson Tide de l'université d'Alabama dirigés par Paul « Bear » Bryant, préférant se consacrer au basket.

### Wildcats du Kentucky
Il rejoint les Wildcats du Kentucky, équipe de la Southeastern Conference (SEC), dirigée par Adolph Rupp. Il perd en finale du  Final Four 1966 face aux Texas Western, de l'université du Texas à El Paso. Malgré une saison régulière invaincue de son adversaire, l'équipe des Wildcats est favorite de la finale, mais s'incline sur le score de 72 à 65. Cette victoire de Texas Western est la première d'une équipe dont le cinq majeur est composé de joueurs noirs est racontée dans le film Les Chemins du triomphe en janvier 2006. Riley inscrit 19 points lors de cette rencontre.
Durant ses trois années avec Kentucky, où il participe à 80 rencontres, il totalise 1 464 points, 672 rebonds et 159 passes, pour des moyennes respectives de 18,3 points, 8,2 rebonds et 2 passes. Pour la saison 1965-1966, il est nommé dans le premier cinq All Sec, dans l'équipe type du tournoi NCAA et meilleur joueur de la SEC. La saison suivante, il est présent dans la All Sec 2nd Team,. Son no 42 est retiré par les Wildcats.

### Joueur NBA
Sélectionné en septième position lors de la draft NBA, il est le premier choix des Rockets de San Diego, nouvelle franchise. Il dispute 80 rencontres lors de la première saison, avec 7,9 points, 2,2 rebonds et 1,7 passes. Il dispute ses premiers matchs de playoffs la saison suivante, les Rockets d'inclinant 4 à 2 face aux Hawks d'Atlanta. Il joue une troisième saison avec les Rockets, avant d'être sélectionné lors de l'expansion draft par les Trail Blazers de Portland avant de faire l'objet d'un transfert aux Lakers de Los Angeles. Sa première saison se termine en finale de conférence face aux Bucks de Milwaukee sur le score de 4 à 1 où il dispute les cinq matchs de cette opposition.
Après une saison régulière où il a pour statistiques 6,7 points, 1,9 rebond et 1,1 passe, il participe aux quinze rencontres de playoffs de sa franchise, qui l'emporte 4 à 0 face aux Bulls de Chicago, 4 à 2 face aux Bucks de Milwaukee avant de remporter le titre en battant les Knicks de New York sur le score de 4 à 1. Il participe aux cinq rencontres de ces Finales, avec un temps de jeu de 16,3 minutes. Il réussit 5,2 points, 1,9 rebond et 0,9 passe durant ces playoffs.

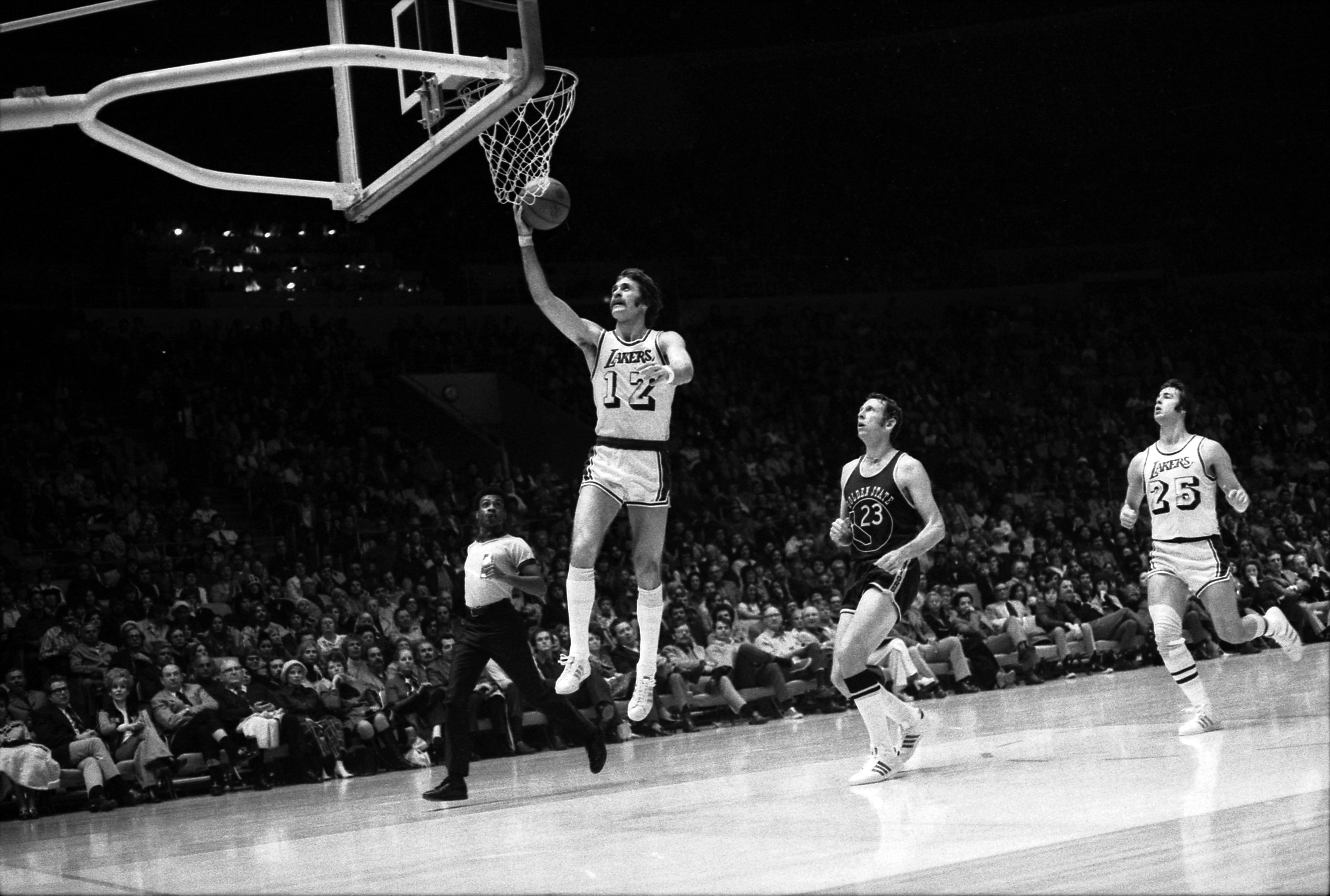
Pat Riley, réalisant un lay-up

Les Lakers atteignent de nouveau les Finales lors de la saison 1972-1973 où ils sont opposés aux Knicks de New York, qui prennent leur revanche par une victoire 4 à 1. Riley dispute sept rencontres de playoffs, dont une défaite en finale, pour un apport lors de 2,6 points, 0,7 rebond et 1 passe contre 9,4 points, 1,8 rebond et 2,1 passes en saison régulière. Sa saison 1973-1974 est la plus accomplie en termes de points, 11 et de passes, 2,6, statistiques auxquelles il ajoute également 1,8 prise. Il participe aux cinq rencontres de playoffs, les Lakers s'inclinant en demi-finales de Conférence face aux Bucks sur le score de 4 à 1. Il apporte 7,8 points, 1,2 rebond et 2,0 passes. La saison suivante, Les Lakers échouent dans leur tentative d'accéder aux playoffs.
En 1975-1976, il dispute deux rencontres avant de faire partie d'un échange en décembre qui l'envoie chez les Suns de Phoenix contre John Roche (en) et un deuxième tour de draft. Il dispute 60 rencontres de saison régulière avec sa nouvelle franchise, pour des statistiques de 4,6 points, 0,8 rebond et 1 passe. Il participe à cinq rencontres playoffs, deux lors de la victoire face aux SuperSonics de Seattle, deux lors de la victoire 4 à 3 face aux Warriors de Golden State en finale de conférence et une lors des Finales face aux Celtics de Boston, ces derniers s'imposent sur le score de 4 à 2. Sur ces playoffs, il inscrit 2,6 points et délivre 1 passe en moyenne.
Il termine sa carrière de joueur en fin de saison, devenant l'année suivante commentateur radio chez les Lakers.

### Carrière d'entraîneur

#### Lakers de Los Angeles
Un accident de vélo de Jack McKinney place Paul Westhead à la tête des Lakers. Ce dernier prend Riley comme assistant. Cette première saison se conclue par une victoire lors des Finales 1980. Au début de la troisième saison de celui-ci à la tête des Lakers, un affrontement avec  Magic Johnson sur la façon de jouer, Westhead privilégiant le jeu posé sur demi-terrain par opposition au jeu rapide désiré par son jeune meneur, provoque le licenciement du coach, au profit de Pat Riley. Les Lakers, qui s'imposent ensuite à 17 reprises sur les vingt rencontres suivantes atteignent les playoffs, infligent un 4 à 0 aux Suns en demi-finale de conférence puis aux Spurs de San Antonio en finale de la conférence ouest, avant de remporter le titre de champion NBA face aux Sixers de Philadelphie lors des Finales. Il devient ainsi l'un des rares à remporter le titre NBA en tant que joueur et entraîneur avec la même franchise, comme Bill Russell, Tom Heinsohn, puis il est rejoint par Billy Cunningham en 1983 et K. C. Jones en 1984,. La saison suivante, l'équipe de Riley atteint de nouveau les Finales, après avoir éliminé les Trail Blazers de Portland par 4 à 1, les Spurs de San Antonio par 4 à 2. En finale, les Lakers subissent un sweep, 4 à 0 face aux Sixers de Philadelphie.
L'affiche des Finales 1984 présente l'opposition attendue par tous les suiveurs et fans de la NBA depuis l'arrivée dans la ligue de Magic Johnson et Larry Bird en 1979 : les Lakers face aux Celtics. Ces derniers ont remportés les sept titres lors des opposant ces deux franchises. Jerry West, manager des Lakers, a perdu six de ces oppositions. Riley qui a remporté le titre NBA en 1972 avec West, face aux Knicks de New York, a lui perdu aussi une finale face aux Celtics, mais avec les Suns de Phoenix. Les Lakers sont proches de mener 3 à 1 mais une échauffourée, le joueur des Celtics Kevin McHale, répondant à la logique « pas de lay-ups facile », envoie Kurt Rambis faire un vol plané, change la physionomie du match et les Celtics égalisent. Le vainqueur de la série est désigné lors du match 7, Les Celtics s'imposant au Boston Garden sur le score de 111 à 102.

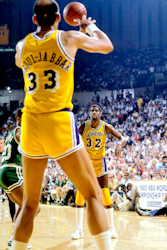
Magic Johnson et Kareem Abdul-Jabbar lors des Finales 1985.

Durant l'intersaison, Riley a une démarche peu ordinaire : il écrit une lettre personnalisée à chacun de ses joueurs. Très remonté par la défaite de la saison précédente, il déclare dès le premier entraînement : « pas de lay-ups... À partir de maintenant, si vous ne m'éjectez pas le joueur qui file au panier, si vous ne me l'envoyez pas le cul par terre, je vous colle une amende  ». Il instaure également un nouvel exercice nommé écran-retard qui demande au défenseur de maintenir le rebondeur à l'écart pendant 24 secondes. Il instaure également le CBE, Career Best Effort, évaluation statistique qui a pour but que chaque joueur progresse de 1 % sur la saison. Si cet objectif est difficile à réaliser pour les vedettes Magic Johnson et Kareem Abdul-Jabbar, Riley pensait que « si les douze autres joueurs y parvenaient, on aurait une bonnes chances de sortir vainqueurs ». Celtics et Lakers s'affrontent de nouveau lors des Finales 1985 pour le titre de champion NBA. La défaite 148 à 114 lors du match 1, connue sous le nom de Memorial Day Massacre, provoque une grosse colère du coach qui impose à ses joueurs une séance de visionnage de trois heures, insistant sur les piètres performances de ses joueurs, seulement 12 points et 3 rebonds de Kareem Abdul-Jabbar, « arme offensive no 1 des Lakers, 10 points, 12 passes mais seulement un rebond, de Magic Johnson, Unité » manqués sur 20 par James Worthy. Avant le match 2, Abdul-Jabbar s'excuse auprès de ses coéquipiers ; il réalise un match à 30 rebonds, 17 rebonds, 8 passes et 3 contres qui permet aux Lakers de s'imposer 109 à 102. Les Lakers remportent deux des trois rencontres suivantes, disputés au The Forum d'Inglewood. Les Lakers, avec 29 points de Abdul-Jabbar, désigné meilleur joueur des Finales, s'imposent sur le score de 111 à 100, devenant la première franchise à remporter le titre au Boston Garden.
En 1986, les Finales n'opposent pas comme les deux saisons précédentes Celtics et Lakers, ces derniers, s'inclinant 4 à 1 en finale de conférence face à la franchise des Rockets de Houston qui s'appuie sur Twin Towers Ralph Sampson et Hakeem Olajuwon.
Lors de la saison 1986-1987, Riley modifie de son équipe ses options, désignant désormais Magic Johnson comme son option offensive no 1 afin de soulager Kareem Abdul-Jabbar. Mes Lakers terminent avec le meilleur bilan de la ligue. En Playoffs NBA 1987, ils éliminent les Nuggets de Denver sur un sweep, 3 à 0, puis les Warriors de Golden State par 4 à 1 et les SuperSonics de Seattle en finale de conférence sur le score de 4 à 0. Les Finales. Les Lakers profitent de l'avantage du terrain pour remporter les deux premières manches. Au boston Garden, les Celtics remportent le match 3, mais s'inclinent lors du match suivant, puis remportent la cinquième manche pour revenir à 3 à 2. Les Lakers l'emportent à domicile sur le score de 106 à 93, avec 32 points de Kareem Abdul-Jabbar et 19 passes de Magic Johnson.

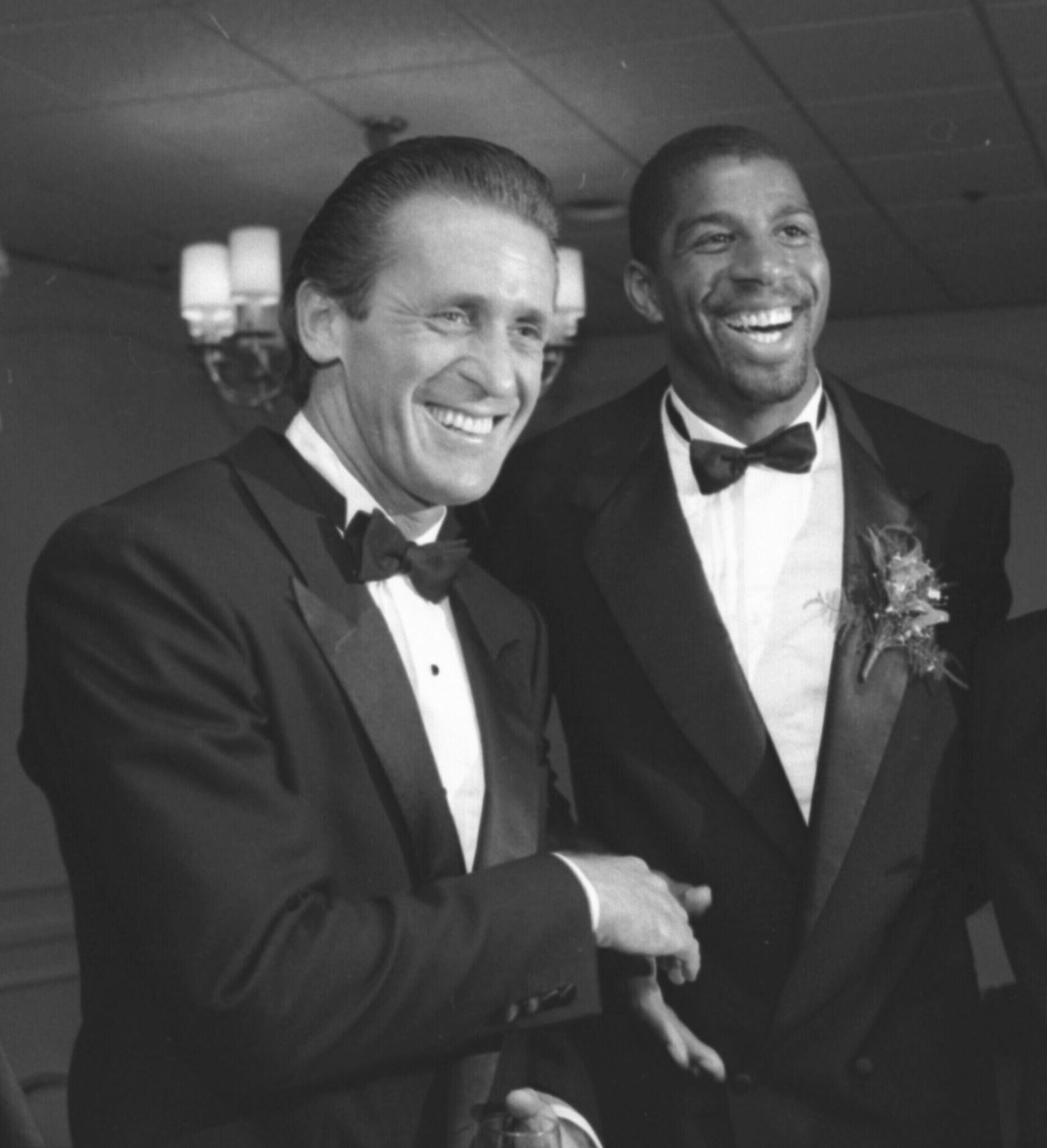
Pat Riley avec Magic Johnson en 1989.

Lors des commémorations du titre, Pat Riley, annonce que son équipe va réaliser le back-to-back lors de la saison suivante, c'est-à-dire remporter un deuxième titre consécutif, ce que nulle équipe n'a réussi à faire depuis le doublé des Celtics de Boston en 1968 et 1969. Lors de cette saison 1987-1988, les Lakers terminent de nouveau en tête de la ligue, puis remportent le premier tour des playoffs face aux Spurs de San Antonio par 3 victoires à 0, puis 4 à 3 face au Jazz de l'Utah, et sur le même score face aux Mavericks de Dallas. les Finales opposent les Lakers aux Pistons de Detroit. Les signes d'affections entre Magic et Isiah Thomas agacent profondément Riley. Les deux équipes sont à égalité 1 partout après les deux premières rencontres au Forum d'Inglewood, avant que les Lakers récupèrent l'avantage en remportant le premier match à Detroit, les Pistons emportant les deux rencontres suivantes. Après une victoire des Lakers lors de la sixième manche, le titre se décide sous l'action de James Worthy qui réalise un triple-double, 36 points, 16 rebonds et 10 passes décisives pour donner la victoire aux Lakers.
En 1988-1989, handicapés par les blessures, les Lakers se font balayer en 4 manches dans un remake des finales face aux Pistons.
Riley démissionne de son poste après une défaite en 5 manches face aux Suns de Phoenix durant les play-offs 1990. Des rumeurs circulent sur son compte, le disant colérique et dur envers ses joueurs. La conséquence est un départ par « consentement mutuel » de Riley consenti par le propriétaire Jerry Buss, qui remercie son entraîneur pour son engagement. Riley, lors qu'il annonce son départ à Magic, lui déclare qu'il se rend compte que son discours ne passe plus auprès des joueurs.
Malgré les rumeurs et la démission, il est nommé entraîneur de l’année pour la première fois à la fin de cette saison.

#### Knicks de New York
Il signe alors avec NBC un contrat de 400 000 $ par an en tant que commentateur, notamment au sein de l'émission NBA Showtime. Il a toutefois toujours l'ambition de diriger une équipe NBA et en 1991, il signe pour les Knicks de New York, devenant le sixième entraineur de la franchise en dix ans. Il remporte son deuxième titre d’entraineur de l’année en 1993, et Riley retrouve les finales en 1994, où les Knicks sont battus au bout de 7 manches par les Rockets de Houston.

#### Heat de Miami
Après la saison 1995, et bien qu'il reste encore un an à son contrat de cinq ans qui le lie avec les Knicks, il est sollicité pour rejoindre le Heat de Miami. Un accord est conclu contre le transfert d'un premier tour de la draft NBA 1996 du Heat au profit des Knicks, qui reçoivent également 1 million de dollars. Le jour même, le Heat officialise l'arrivée de Riley, avec un contrat de cinq ans pour une valeur de 40 millions de dollars. Le pari de Riley s’avère d’autant plus risqué qu’il quitte une équipe encore finaliste il y a deux ans pour une nouvelle franchise qui n’a jamais passé un tour des play-offs en 8 ans d’existence.
Il reconstruit totalement la franchise en acquérant un des meilleurs pivots de la ligue, Alonzo Mourning, pour construire l’équipe autour d’un pivot dominant, comme du temps des Lakers avec Abdul-Jabbar, et des Knicks avec Patrick Ewing. Il fait également venir Tim Hardaway, pari risqué au regard des nombreuses blessures qui ont entaché la carrière du joueur. Dès sa première saison, il permet au Heat d’égaliser son record historique avec 42 victoires.
La progression continue en 1996-1997, avec 61 victoires. Riley est alors nommé pour la troisième fois entraîneur de l’année. Le Heat parvient jusqu’en finales de Conférence mais est battu par les Bulls de Michael Jordan.
Les saisons suivantes sont victorieuses, mais le Heat ne perce pas en play-offs, en étant éliminé deux fois de suite par les rivaux new yorkais. Durant la saison 2000-2001, en novembre, il devient le deuxième entraîneur en chef de NBA, après Lenny Wilkens, à atteindre le nombre de 1 000 victoires, en seulement 1 434 rencontres, ce qui fait de lui l'entraîneur le plus rapide à atteindre cette marque, tous sports confondus.
Au fil des années la franchise vieillit et le Heat n’arrive pas à trouver de remplaçants efficaces au duo Mourning (qui souffre de problèmes rénaux) / Hardaway. En 2001-2002, pour la première fois de sa carrière, Pat Riley n’emmène pas son équipe en play-offs. Il est tellement dégoûté de la performance du Heat en 2001-2002 qu’il a déclaré avoir failli se limoger lui-même durant cette saison. Il réalise néanmoins une dernière saison en tant qu’entraîneur du Heat où une nouvelle fois l’équipe n’atteint pas les play-offs.
Au début de la saison 2003-2004, il abandonne le poste d’entraîneur pour se consacrer à plein temps à son rôle de président exécutif.

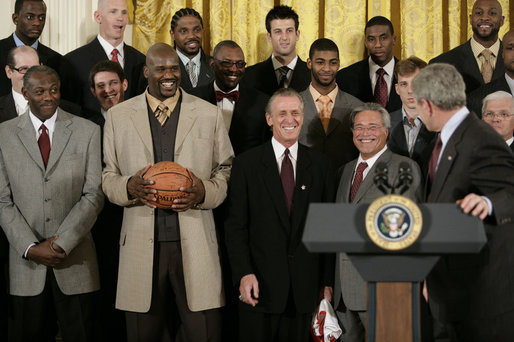
L'équipe du Heat, reçu à la Maison-Blanche, pour le titre 2006.

Il revient sur le banc durant la saison 2005-2006 en raison des résultats moyens de la franchise. Ce retour est réussi pour l'un des meilleurs coachs de l'histoire du basket-ball puisqu'il mène Miami au titre de champion NBA, face aux Mavericks de Dallas de Dirk Nowitski lors des finales 2006.
En avril 2008, il est introduit au Hall of Fame. La promotion 2008 comprend également entre autres Patrick Ewing et Hakeem Olajuwon.
En 2011, il est élu dirigeant de l'année pour avoir réussi à réunir LeBron James, Chris Bosh et Dwyane Wade sous le maillot du Heat de Miami, titre qu'il partage avec Gar Forman, manager général des Bulls de Chicago. La franchise remporte le deuxième titre de son histoire  en 2012, victoire 4 à 1 face au Thunder d'Oklahoma City puis conserve son titre en 2013, victoire 4 à 3 face aux Spurs de San Antonio. Il remporte ainsi deux titres NBA en tant que dirigeant du Heat de Miami.
En 2022, il est nommé dans les quinze meilleurs entraîneurs de NBA. Avec 1 210, il est alors le cinquième coach en termes de victoires en saison régulière, derrière Don Nelson, 1 335 victoires, Lenny Wilkens, Gregg Popovich et Jerry Sloan,.

## Palmarès

### Joueur
- Champion NBA en 1972 avec les Lakers de Los Angeles.

### Entraîneur
- Champion NBA en 1982, 1985, 1987 et 1988 avec les Lakers de Los Angeles.
- Champion NBA en 2006 avec le Heat de Miami.
- Finaliste NBA en 1983, 1984, 1989 avec les Lakers de Los Angeles, en 1994 avec les Knicks de New York.

Pat Riley est désigné entraîneur de l'année (NBA Coach of the Year) en 1990, 1993 et 1997.
Pat Riley est désigné plusieurs fois NBA Coach of the Month : en janvier 1983, mars 1985, novembre 1985, novembre 1986, février 1988 avec les Lakers ; en mars 1993 avec les Knicks ; en  décembre 1996, février 1998, décembre 2000 avec le Heat ; avec cette dernière franchise, il est également désigné Eastern Conférence Coach of the Month en février 2006 et mars 2007.
Il est également entraîneur à neuf reprises au NBA All-Star Game en 1982 et 1983 puis de 1985 à 1990 en tant que qu'entraîneur de la sélection de l'Ouest, et en 1993 pour la sélection de l'Est.
Il est présent dans la liste des dix entraîneurs du cinquantenaire de la NBA désigné lors de la saison 1996-1997, puis  des quinze des 75 ans de la NBA en 2021-2022.

### Dirigeant
- Dirigeant de l'année 2011.
- Champion NBA en 2012 et 2013 avec le Heat de Miami.
- Finaliste NBA en 2011, 2014, 2020, 2023 avec le Heat de Miami.

## Statistiques
Pat Riley présente un bilan de 1 904 rencontres de saison régulière dirigées, avec 1 210 victoires et 694 défaites. En mars 2022, Gregg Popovich devient l'entraîneur le plus victorieux en saison régulière, dépassant les 1 335 victoires de Don Nelson. Lenny Wilkens occupe la troisième place avec 1 332 victoires, devant Jerry Sloan, 1 221, Riley étant cinquième avec ses 1 210 victoires.
Il dirige 282 rencontres de play-off, 171 victoires et 111 défaites. À la date de novembre 2023, il est devancé par Phil Jackson 229 victoires, Gregg Popovich étant troisième avec 169 victoires.
Il dirige trois franchises en tant qu'entraîneur en chef. C'est d'abord les Lakers de Los Angeles, dont il évolue pendant trois saisons en tant qu'assistant, avant d'occuper la fonction d'entraîneur en chef durant neuf saisons, avec 727 rencontres de saison régulière, 533 victoires et 194 défaites. Pour les play-offs, les statistiques sont de 149 rencontres, 102 victoires et 47 défaites. Il prend ensuite la direction des Knicks de New York durant quatre saisons, avec 328 rencontres de saison régulière, 223 victoires et 105 défaites. Le bilan en play-offs est de 63 rencontres, 35 victoires et 28 défaites. Il occupe le poste d'entraîneur en chef chez le Heat de Miami durant onze saisons, avec 849 matchs de saison régulière, 454 victoires et 395 défaites et 70 matchs de play-offs, 34 victoires et 36 défaites.
| Équipe                | Année                | Saison régulière | Saison régulière | Saison régulière | Saison régulière | Saison régulière | Playoffs      | Playoffs  | Playoffs | Playoffs   | Playoffs                         |
| Équipe                | Année                | Matchs jouées    | Victoires        | Défaites         | % victoire       | Classement       | Matchs jouées | Victoires | Défaites | % victoire | Résultat                         |
| --------------------- | -------------------- | ---------------- | ---------------- | ---------------- | ---------------- | ---------------- | ------------- | --------- | -------- | ---------- | -------------------------------- |
| LAL (Assistant Coach) | saison NBA 1979-1980 |                  |                  |                  |                  |                  |               |           |          |            |                                  |
| LAL (Assistant Coach) | saison NBA 1980-1981 |                  |                  |                  |                  |                  |               |           |          |            |                                  |
| LAL (Assistant Coach) | saison NBA 1981-1982 |                  |                  |                  |                  |                  |               |           |          |            |                                  |
| LAL                   | saison NBA 1981-1982 | 71               | 50               | 21               | .704             | 1                | 14            | 12        | 2        | .857       | Champion NBA                     |
| LAL                   | saison NBA 1982-1983 | 82               | 58               | 24               | .707             | 1                | 15            | 8         | 7        | .533       | Vainqueur de la Conférence ouest |
| LAL                   | saison NBA 1983-1984 | 82               | 54               | 28               | .659             | 1                | 21            | 14        | 7        | .667       | Vainqueur de la Conférence ouest |
| LAL                   | saison NBA 1984-1985 | 82               | 62               | 20               | .756             | 1                | 19            | 15        | 4        | .789       | Champion NBA                     |
| LAL                   | saison NBA 1985-1986 | 82               | 62               | 20               | .756             | 1                | 14            | 8         | 6        | .571       |                                  |
| LAL                   | saison NBA 1986-1987 | 82               | 65               | 17               | .793             | 1                | 18            | 15        | 3        | .833       | Champion NBA                     |
| LAL                   | saison NBA 1987-1988 | 82               | 62               | 20               | 756              | 1                | 24            | 15        | 9        | .625       | Champion NBA                     |
| LAL                   | saison NBA 1988-1989 | 82               | 57               | 25               | .695             | 1                | 15            | 11        | 4        | .733       | Vainqueur de la Conférence ouest |
| LAL                   | saison NBA 1989-1990 | 82               | 63               | 19               | .768             | 1                | 9             | 4         | 5        | .444       |                                  |
| NYK                   | saison NBA 1991-1992 | 82               | 51               | 31               | .622             | 2                | 12            | 6         | 6        | .500       |                                  |
| NYK                   | saison NBA 1992-1993 | 82               | 60               | 22               | .732             | 1                | 15            | 9         | 6        | .600       |                                  |
| NYK                   | saison NBA 1993-1994 | 82               | 57               | 25               | .695             | 1                | 25            | 14        | 11       | .560       | Vainqueur de la Conférence est   |
| NYK                   | saison NBA 1994-1995 | 82               | 55               | 27               | .671             | 2                | 11            | 6         | 5        | .545       |                                  |
| MIA                   | saison NBA 1995-1996 | 82               | 42               | 40               | .512             | 3                | 3             | 0         | 3        | .000       |                                  |
| MIA                   | saison NBA 1996-1997 | 82               | 61               | 21               | .744             | 1                | 17            | 8         | 9        | .471       |                                  |
| MIA                   | saison NBA 1997-1998 | 82               | 55               | 27               | .671             | 1                | 5             | 2         | 3        | .400       |                                  |
| MIA                   | saison NBA 1998-1999 | 50               | 33               | 17               | .660             | 1                | 5             | 2         | 3        | .400       |                                  |
| MIA                   | saison NBA 1999-2000 | 82               | 52               | 30               | .634             | 1                | 10            | 6         | 4        | .600       |                                  |
| MIA                   | saison NBA 2000-2001 | 82               | 50               | 32               | .610             | 2                | 3             | 0         | 3        | .000       |                                  |
| MIA                   | saison NBA 2001-2002 | 82               | 36               | 46               | .610             | 6                |               |           |          |            |                                  |
| MIA                   | saison NBA 2002-2003 | 82               | 25               | 57               | .305             | 7                |               |           |          |            |                                  |
| MIA                   | saison NBA 2005-2006 | 61               | 41               | 20               | .672             | 1                | 23            | 16        | 7        | .696       | Champion NBA                     |
| MIA                   | saison NBA 2006-2007 | 82               | 44               | 38               | .537             | 1                | 4             | 0         | 4        | .000       |                                  |
| MIA                   | saison NBA 2007-2008 | 82               | 15               | 67               | .183             | 5                |               |           |          |            |                                  |
|                       | Carrière             | 1904             | 1210             | 694              | .636             |                  | 282           | 171       | 111      | .606       |                                  |

| Équipe   | Saison régulière | Saison régulière | Saison régulière | Saison régulière | Playoffs      | Playoffs  | Playoffs | Playoffs   | Playoffs |
| Équipe   | Matchs jouées    | Victoires        | Défaites         | % victoire       | Matchs jouées | Victoires | Défaites | % victoire |          |
| -------- | ---------------- | ---------------- | ---------------- | ---------------- | ------------- | --------- | -------- | ---------- | -------- |
| LAL      | 727              | 533              | 194              | .733             | 149           | 102       | 47       | .685       |          |
| NYK      | 328              | 223              | 105              | .680             | 63            | 35        | 28       | .556       |          |
| MIA      | 849              | 454              | 395              | .535             | 70            | 34        | 36       | .486       |          |
| Carrière | 1904             | 1210             | 694              | .636             | 282           | 171       | 111      | .606       |          |